# Prosetín (district de Chrudim)
Pour les articles homonymes, voir Prosetín.
Prosetín (en allemand : Prosetin) est une commune du district de Chrudim, dans la région de Pardubice, en République tchèque. Sa population s'élevait à 805 habitants en 2022.

## Géographie
Prosetín se trouve à 18 km au sud-est de Chrudim, à 26 km au sud-est de Pardubice et à 113 km à l'est-sud-est de Prague.
La commune est limitée par Vrbatův Kostelec et Leštinka au nord, par Skuteč à l'est, par Mrákotín au sud et par Tisovec à l'ouest.

## Histoire
La première mention écrite du village date de 1445.

## Administration
La commune se compose de trois sections :
- Malinné
- Mokrýšov
- Prosetín

## Galerie

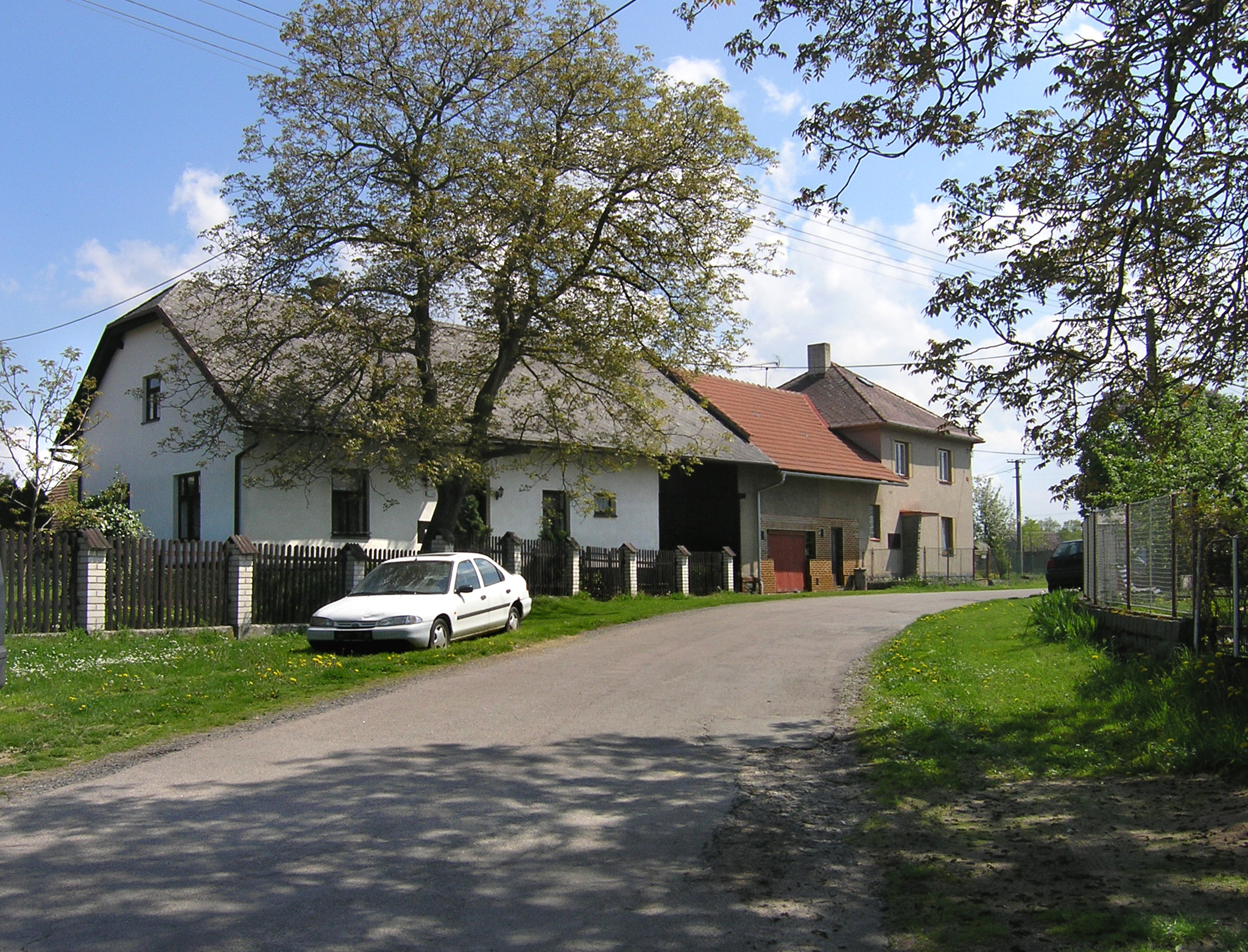
Hameau de Malinné.
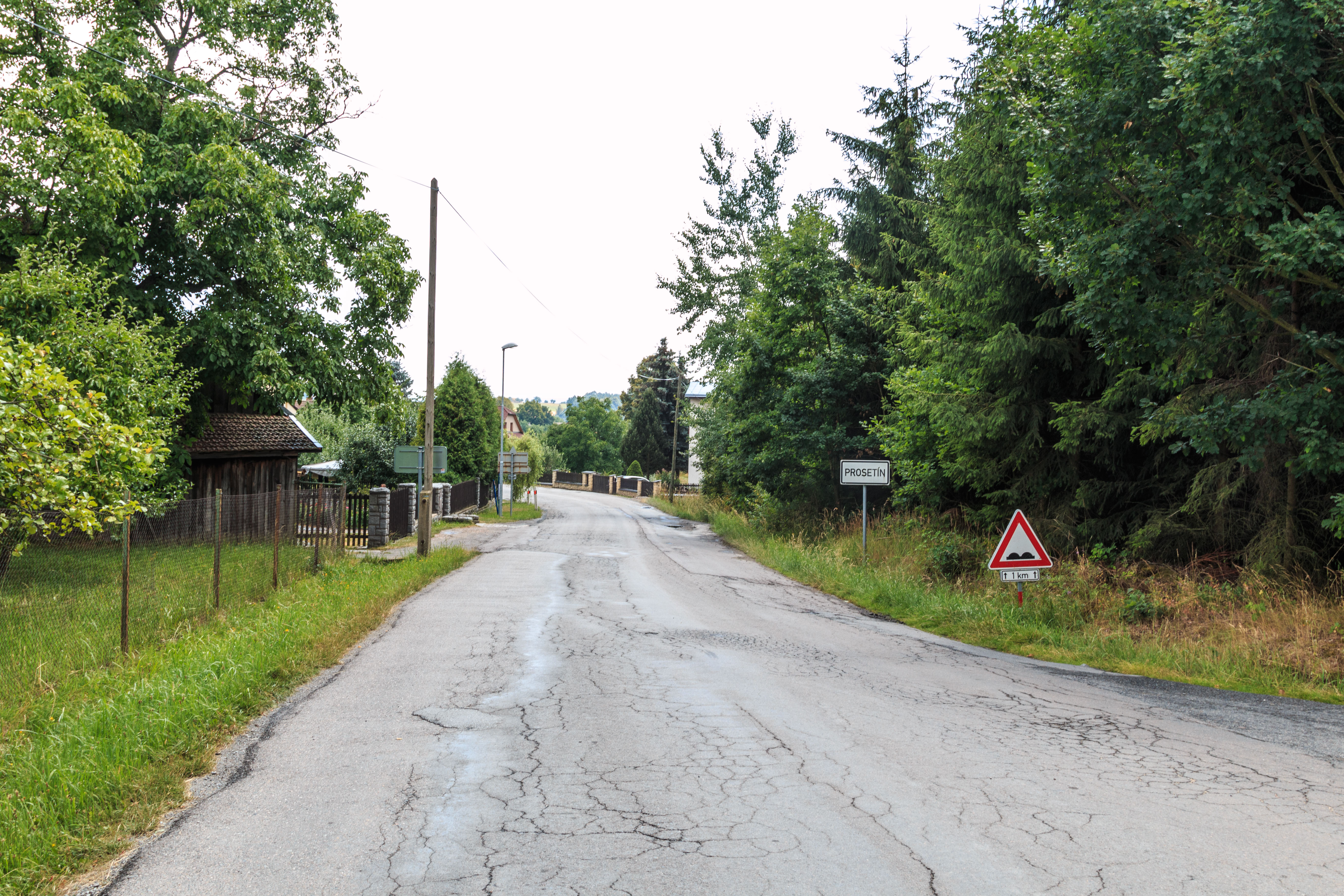
Prosetín.

## Transports
Par la route, Prosetín se trouve à 4 km de Skuteč, à 23 km de Chrudim, à 33 km de Pardubice et à 145 km de Prague. 